# Op kamers
Op kamers is een Franse stripreeks die begonnen is in maart 2006 met Sylvain Runberg als schrijver en Christopher als tekenaar.

## Albums
Alle albums zijn geschreven door Sylvain Runberg, getekend door Christopher en uitgegeven door Dupuis.
| Nummer | Titel                       |
| ------ | --------------------------- |
| 1      | De vierde man               |
| 2      | (Gueules de bois)           |
| 3      | (Retour sur investissement) |